# Condado de Polkowice
Condado de Polkowice (polaco: powiat polkowicki) é um powiat (condado) da Polónia, na voivodia de Baixa Silésia. A sede do condado é a cidade de Polkowice. Estende-se por uma área de 779,93 km², com 61 024 habitantes, segundo os censos de 2005, com uma densidade 78,24 hab/km².

## Divisões admistrativas
O condado possui:
Comunas urbana-rurais: Chocianów, Polkowice, Przemków
Comunas rurais: Gaworzyce, Grębocice, Radwanice
Cidades: Chocianów, Polkowice, Przemków

## Demografia
População (dados de 30 de Junho de 2005):
|          | Total   | Total | Mulheres | Mulheres | Homens  | Homens |
| -------- | ------- | ----- | -------- | -------- | ------- | ------ |
|          | pessoas | %     | pessoas  | %        | pessoas | %      |
| Total    | 61 024  | 100   | 30 753   | 50,4     | 30 271  | 49,6   |
| Cidades  | 37 070  | 100   | 18 868   | 50,9     | 18 202  | 49,1   |
| Povoados | 23 954  | 100   | 11 885   | 49,6     | 12 069  | 50,4   |